# سلمر جکسون
سلمر جکسون (انگلیسی: Selmer Jackson; ۷ مهٔ ۱۸۸۸ – ۳۰ مارس ۱۹۷۱) هنرپیشه اهل ایالات متحده آمریکا بود.

## فیلم‌شناسی
- برادران (1930) - Assistant Defense Attorney
- کشتی هوایی (1931) - Lt. Rowland (در عنوان‌بندی نیامده)
- دکتر ایکس (1932) - Willard Keefe - Daily World Night Editor (در عنوان‌بندی نیامده)
- نغمه‌های شهر بزرگ (1932) - Joe (در عنوان‌بندی نیامده)
- سه نفر در یک مسابقه (1932) - Radio Announcer (صدا، در عنوان‌بندی نیامده)
- احساس مالکیت (۱۹۳۴) - Radio Announcer (در عنوان‌بندی نیامده)
- مخمصه (۱۹۳۷)
- زنبور سبز (۱۹۴۰، مجموعه تلویزیونی)
- کپی (۱۹۴۰)
- خوشه‌های خشم (1940) - Inspection Officer
- خرابکار (1942) - FBI Chief (در عنوان‌بندی نیامده)
- ما متأهل نیستیم! (1952) - Chaplain Hall (در عنوان‌بندی نیامده)
- ترس ناگهانی (1952) - Dr. Van Roan (در عنوان‌بندی نیامده)
- روبی جنتری (1952) - Club Member at Bar (در عنوان‌بندی نیامده)
- برگ‌های پاییزی (1956) - Mr. Wetherby
- گربه‌های جهنمی نیروی دریایی (1957) - Fleet Adm. Chester W. Nimitz (در عنوان‌بندی نیامده)
- ساعت‌های گالانت (1960) - Adm. Chester W. Nimitz (در عنوان‌بندی نیامده)